# Joanna Cassidy
Joanna Virginia Caskey (Haddonfield, 2 augustus 1945) is een Amerikaans actrice. Ze won in 1984 een Golden Globe voor haar rol als Jo Jo White in de komedieserie Buffalo Bill. Hiervoor werd ze ook genomineerd voor een Emmy Award, evenals voor het spelen van Margaret Chenowith in Six Feet Under in 2006.
Cassidy maakte in 1968 haar filmdebuut in Bullitt, hoewel ze daarin nog als edelfigurant diende en niet 'echt' als actrice. Sindsdien had ze meer dan 45 filmrollen, meer dan 75 inclusief die in televisiefilms. Daarnaast verscheen Cassidy als wederkerende personages in meer dan honderd afleveringen van meer dan tien verschillende televisieseries. In meer dan dertig andere had ze een eenmalige gastrol.
Cassidy trouwde in 1964 met Dr. Kennard C. Kobrin, met wie ze een zoon en een dochter kreeg. Hun huwelijk liep in 1974 stuk.

## Filmografie
*Exclusief 25+ televisiefilms
| - Visions (2015) - Too Late (2015) - Doorway to Heaven (2013) - Carjacked (2011) - Anderson's Cross (2010) - Flying Lessons (2010) - For Sale by Owner (2009) - Stolen Lives (2009) - Stay Cool (2009) - For Sale by Owner (2009) - The Human Contract (2008) - The American Standards (2008) - Kiss the Bride (2007) - The Grudge 2 (2006) - Larry the Cable Guy: Health Inspector (2006) - The Virgin of Juarez (2006) - Witches of the Caribbean (2005) - Intermission (2004) - Anthrax (2001) - Ghosts of Mars (2001) - The Right Temptation (2000) - Moonglow (2000) - Dangerous Beauty (1998) - Loved (1997) - Executive Power (1997) - Chain Reaction (1996) - Vampire in Brooklyn (1995) | - The Ticket (1994) - Landslide (1992) - All-American Murder (1991) - Lonely Hearts (1991) - Don't Tell Mom the Babysitter's Dead (1991) - Where the Heart Is (1990) - The Package (1989) - 1969 (1988) - Who Framed Roger Rabbit (1988) - The Fourth Protocol (1987) - Club Paradise (1986) - Under Fire (1983) - Blade Runner (1982) - Night Games (1980) - The Glove (1979) - Our Winning Season (1978) - Stunts (1977) - The Late Show (1977) - American Raspberry (1977) - Stay Hungry (1976) - Il medaglione insanguinato (1975, aka The Night Child) - Bank Shot (1974) - The Laughing Policeman (1973) - The Outfit (1973) - Fools (1970) - Bullitt (1968) |

## Televisieseries
*Exclusief eenmalige gastrollen
- NCIS: New Orleans - Mena Pride (2019-...)
- Too Old to Die Young - Eloise (2019, vier afleveringen)
- Odd Mom Out - Candace Von Weber (2015-2017, 21 afleveringen)
- Confess - Beverly (2017, vier afleveringen)
- Motive - Natalie Rodman (2016, twee afleveringen)
- Call Me Fitz - Elaine Fitzpatrick (2010-2013, achttien afleveringen)
- Bones - Marianne Booth (2013 twee afleveringen)
- Body of Proof - Judge Joan Hunt (2011-2013, veertien afleveringen)
- Sex Ed - ... (2012, drie afleveringen)
- Hawthorne - Amanda Hawthorne (2009, vier afleveringen)
- Heroes - Victoria Pratt (2007, twee afleveringen)
- Boston Legal - Beverly Bridge (2006, vijf afleveringen)
- Six Feet Under - Margaret Chenowith (2001-2005, 21 afleveringen)
- Enterprise - T'Les (2004, twee afleveringen)
- The District - Teddy Reed (2001-2002, drie afleveringen)
- Diagnosis Murder - Dr. Madison Wesley (1999-2000, acht afleveringen)
- Superman - Maggie Sawyer (1997-1998, acht afleveringen - stem)
- Melrose Place - Kate Reilly (1997, drie afleveringen)
- Hotel Malibu - Eleanor Mayfield (1994, zes afleveringen)
- L.A. Law - Judge Carolyn Walker (1993-1994, drie afleveringen)
- Dudley - Laraine Bristol (1993, vier afleveringen)
- Code Name: Foxfire - Elizabeth 'Foxfire' Towne (1985, drie afleveringen)
- Buffalo Bill - Jo Jo White (1983-1984, 26 afleveringen)
- Falcon Crest - Katherine Demery (1982, vijf afleveringen)
- Dallas - Sally Bullock (1980-1981, twee afleveringen)
- 240-Robert - Deputy Morgan Wainwright (1979-1980, dertien afleveringen)